# Коджиа, Жонатан
Жонатан Коджиа (фр. Jonathan Kodjia; 22 октября 1989, Сен-Дени, Франция) — ивуарийский футболист, нападающий клуба «Умм-Салаль» и сборной Кот-д’Ивуара.

## Клубная карьера
Коджиа начал профессиональную карьеру во французском клубе «Реймс». 3 октября 2008 года в матче против «Дижона» он дебютировал в Лиге 2. Для получения игровой практики в сезоне 2012/2013 Джонатан на правах аренды выступал за клубы Лиги 3 «Шербур» и «Амьен».
Летом 2013 года Коджиа был отдан в аренду в «Кан». 2 августа в матче против «Дижона» он дебютировал за новую команду. В этом же поединке Жонатан забил свой первый гол за «Кан».
В 2014 году Коджиа подписал контракт с «Анже». 1 августа в матче против «Нима» он дебютировал за новый клуб. В этом же поединке Жонатан сделал «дубль», забив свои первые голы за «Анже». Отыграв сезон Коджиа покинул Францию и перешёл в английский «Бристоль Сити», подписав контракт на три года. Сумма трансфера составила 2,8 млн. евро. 8 августа 2015 года в матче против «Шеффилд Уэнсдей» он дебютировал в Чемпионшипе. 15 августа в поединке против «Брентфорда» Коджиа забил свой первый гол за «Бристоль Сити». В своём дебютном сезоне он с 19 мячами стал лучшим бомбардиром команды.
Летом 2016 года Коджиа перешёл в «Астон Виллу», подписав контракт на четыре года. Сумма трансфера составила 13 млн. евро. В матче против «Ноттингем Форест» он дебютировал за новый клуб. 14 сентября в поединке против своего бывшего клуба «Бристоль Сити» Жонатан забил свой первый гол за «Астон Виллу». В 2019 году Коджиа помог команде выйти в элиту. 10 августа в матче против «Тоттенхэм Хотспур» он дебютировал в английской Премьер-лиге.
19 января 2020 года Коджиа был официально представлен как игрок катарского клуба «Аль-Гарафа». 23 января в матче против «Эр-Райяна» он дебютировал в чемпионате Катара. В этом же поединке Жонатан сделал хет-трик, забив свои первые голы за «Аль-Гарафа». Летом 2022 года Коджиа перешёл в «Умм-Салаль». 1 августа в матче против «Аль-Ахли» он дебютировал за новый клуб. 6 сентября в поединке против своего бывшего клуба Аль-Гарафа Жонатан сделал «дубль», забив свои первые голы за «Умм-Салаль». 

## Международная карьера
20 мая 2016 года в матче товарищеском матче против сборной Венгрии Коджиа дебютировал за национальную сборную Кот-д’Ивуара. 4 июня в поединке против Габона он забил свой первый гол за национальную команду.
В 2017 году Коджиа принял участие в Кубке Африки в Габоне. На турнире он сыграл в матчах против команд Того и Марокко.
Летом 2019 года Коджиа во второй раз принял участие в Кубке Африки в Египте. На турнире он сыграл в матчах против команд ЮАР, Марокко, Намибии, Алжира и Мали. В поединках против алжирцев и южноафриканцев Жонатан забил по голу.

### Голы за сборную Кот-д’Ивуара
| #   | Дата            | Место                                     | Противник    | Счёт | Результат | Соревнование             |
| --- | --------------- | ----------------------------------------- | ------------ | ---- | --------- | ------------------------ |
| 1.  | 4 июня 2016     | Стадион Буаке, Буаке, Кот-д’Ивуар         | Габон        | 1:0  | 2:1       | Товарищеский матч        |
| 2.  | 3 сентября 2016 | Стадион Буаке, Буаке, Кот-д’Ивуар         | Сьерра-Леоне | 1:0  | 1:1       | Квалификация на КАН 2017 |
| 3.  | 8 октября 2016  | Стадион Буаке, Буаке, Кот-д’Ивуар         | Мали         | 1:1  | 3:1       | Квалификация на ЧМ 2018  |
| 4.  | 11 января 2017  | Феликс Опьё-Боигни, Абиджан, Кот-д’Ивуар  | Уганда       | 1:0  | 3:0       | Товарищеский матч        |
| 5.  | 24 марта 2017   | Стадион ФК «Краснодар», Краснодар, Россия | Россия       | 0:1  | 0:2       | Товарищеский матч        |
| 6.  | 9 сентября 2018 | Городской стадион, Кигали, Руанда         | Руанда       | 1–0  | 2–1       | Квалификация на КАН 2019 |
| 7.  | 12 октября 2018 | Стадион Буаке, Буаке, Кот-д’Ивуар         | ЦАР          | 1–0  | 4–0       | Квалификация на КАН 2019 |
| 8.  | 26 марта 2019   | Феликс Опьё-Боигни, Абиджан, Кот-д’Ивуар  | Либерия      | 1–0  | 1–0       | Товарищеский матч        |
| 9.  | 19 июня 2019    | Шейх Зайед, Абу-Даби, ОАЭ                 | Замбия       | 1–1  | 4–1       | Товарищеский матч        |
| 10. | 24 июня 2019    | Аль-Салам, Каир, Египет                   | ЮАР          | 1–0  | 1–0       | КАН 2019                 |
| 11. | 11 июля 2019    | Суэц, Суэц, Египет                        | Алжир        | 1–1  | 1–1       | КАН 2019                 |